# Ginástica artística nos Jogos Pan-Americanos de 2023 - Barras paralelas
A final de barras paralelas da ginástica artística nos Jogos Pan-Americanos de 2023 foi realizada no dia 24 de outubro, no Centro de Esportes Coletivos, em Santiago, no Chile.

## Resultados

### Qualificatória
| Pos. | Ginasta               | Nota D | Nota E | Pen. | Total  | Qual. |
| ---- | --------------------- | ------ | ------ | ---- | ------ | ----- |
| 1    | Curran Phillips       | 6.800  | 7.666  |      | 14.466 | Q     |
| 2    | Colt Walker           | 6.000  | 8.366  |      | 14.366 | Q     |
| 3    | Diorges Escobar       | 5.900  | 8.266  |      | 14.166 | Q     |
| 4    | Bernardo Miranda      | 5.600  | 8.533  |      | 14.133 | Q     |
| 5    | Diogo Soares          | 5.600  | 8.500  |      | 14.100 | Q     |
| 6    | Isaac Núñez           | 5.900  | 8.133  |      | 14.033 | Q     |
| 7    | William Émard         | 5.500  | 8.366  |      | 13.866 | Q     |
| 8    | Zachary Clay          | 5.200  | 8.633  |      | 13.833 | Q     |
| 9    | Donnell Whittenburg   | 5.800  | 8.033  |      | 13.833 | –     |
| 10   | Yuri Guimarães        | 5.200  | 8.566  |      | 13.766 | –     |
| 11   | José Carlos Escandón  | 5.700  | 8.033  |      | 13.733 | R1    |
| 12   | Arthur Nory Mariano   | 5.100  | 8.533  |      | 13.633 | –     |
| 13   | Andres Pérez Gines    | 5.500  | 8.133  |      | 13.633 | R2    |
| 14   | Dilan Jiménez Giraldo | 5.900  | 7.733  |      | 13.633 | R3    |

### Final
| Pos.              | Ginasta              | Nota D | Nota E | Pen. | Total  |
| ----------------- | -------------------- | ------ | ------ | ---- | ------ |
| Medalha de ouro   | USA Curran Phillips  | 6.8    | 8.600  |      | 15.400 |
| Medalha de prata  | USA Colt Walker      | 6.0    | 8.366  |      | 14.366 |
| Medalha de bronze | MEX Isaac Núñez      | 5.9    | 7.933  |      | 13.833 |
| 4                 | BRA Bernardo Miranda | 5.1    | 8.466  |      | 13.566 |
| 5                 | CAN Zachary Clay     | 5.5    | 8.066  |      | 13.566 |
| 6                 | CAN William Émard    | 5.5    | 7.766  |      | 13.266 |
| 7                 | CUB Diorges Escobar  | 5.6    | 7.133  |      | 12.733 |
| 8                 | BRA Diogo Soares     | 5.7    | 6.866  |      | 12.566 |